# HD50085
HD50085 — хімічно пекулярна зоря спектрального класу B8, що має видиму зоряну величину в смузі V приблизно  8,6.
Вона  розташована на відстані близько 1655,6 світлових років від Сонця.

## Пекулярний хімічний вміст
HD50085 належить до хімічно пекулярних зір з пониженим вмістом гелію, і в її  зоряній атмосфері спостерігається нестача He, у порівнянні з його вмістом в атмосфері Сонця.